# Coptis omeiensis
Coptis omeiensis là một loài thực vật có hoa trong họ Mao lương. Loài này được (C.Chen) C.Y.Cheng mô tả khoa học đầu tiên năm 1965.